# Julija In'šina
Julija Andreevna In'šina (in russo Юлия Андреевна Иньшина?; Voronež, 15 aprile 1995) è una ginnasta russa naturalizzata azera.

## Carriera sportiva
Nel 2011 è stata scelta per partecipare ai Campionati mondiali di ginnastica artistica di Tokyo. Inizialmente come riserva della squadra russa, ha poi rimpiazzato Maria Paseka, allora infortunata. Il team russo vinse la medaglia d'argento nella competizione a squadre, dove Julija ha contribuito alla trave. Ha anche partecipato alla finale di specialità alla trave, finendo al sesto posto. Alla Coppa di Russia del 2011 si piazza al quinto posto nel concorso generale, quinta alla trave, quinta alle parallele asimmetriche e seconda al corpo libero.
Nel 2012 alla Coppa di Russia arriva terza al Concorso generale e quarta alla trave e al corpo libero.
È stata selezionata per far parte del team russo per le Olimpiadi di Londra 2012, successivamente inserita nelle riserve della squadra olimpica.

## Il passaggio all'Azerbaigian
Il 29 novembre 2013, a seguito delle continue esclusioni dalla squadra nazionale russa ufficializza il passaggio alla squadra dell'Azerbaigian insieme alla connazionale Anna Pavlova.